# Дом-музей Оскара Лутса
Дом-музей Оскара Лутса (эст. Oskar Lutsu majamuuseum) — учреждение культуры Эстонии. Находится в городе Тарту, улица Рийа, 38.
Дом-музей Оскара Лутса входит в состав Тартуских городских исторических музеев.

## История
Музей организован в собственном доме писателя, построенном им для своей семьи (проект строительства выполнил городской архитектор Тарту Арнольд Маттеус). 28 декабря 1936 года Тартуская городская дума единогласно постановила выделить Оскару Лутсу участок под застройку в районе Тамме, Рижская дорога № 1. 8, площадь 1850 квадратных метров, официальная цена 740 крон. Город взял на себя расходы по подписанию и утверждению контракта. В этом доме Лутс прожил последние 17 лет своей жизни.
Музей был открыт 22 марта 1964 года, решение о его создании было принято городскими властями Тарту в 1962 году. Постоянная экспозиция Дома-музея Оскара Лутса, отреставрированного и вновь открытого в 2006 году, называется «Писатель Оскар Лутс: на границе жизни и воображения».

## Экспозиция
Экспозиция посвящена жизни и творчеству эстонского писателя Оскара Лутса (1887—1953). Собрание музея насчитывает около 3600 предметов, в том числе 1700 фотографий, 1000 книг и коллекцию произведений искусства. Кроме того, в музее хранится несколько личных вещей Оскара Лутса.